# Vladimír Šimo
Vladimír Šimo (ur. 1921 w Martinie, zm. październik 1993) – słowacki taternik, przewodnik tatrzański, ratownik górski, narciarz wysokogórski i chatar.

## Życiorys
Vladimír Šimo był z wykształcenia chemikiem. Taternictwem aktywnie zajmował się w latach 1940–1948, wspinał się w warunkach letnich i zimowych. W 1942 roku został członkiem JAMES-u – słowackiego klubu taternickiego. Oprócz pracy w swoim wyuczonym zawodzie zajmował się również prowadzeniem tatrzańskich schronisk m.in. schroniska pod Rysami, Schroniska Téryego i schroniska nad Popradzkim Stawem. Jako ratownik uczestniczył w wielu wyprawach ratunkowych, w 1950 roku był jednym z organizatorów Tatrzańskiego Pogotowia Górskiego (słow. Tatranská horská služba, THS) i jej pierwszym naczelnikiem w latach 1950–1954. W kolejnych latach został mianowany na naczelnika Pogotowia Górskiego (słow. Horská služba, HS) dla całej Słowacji.
Šimo był również autorem kilku artykułów i przewodników o Tatrach. Dwie z jego książek wydane zostały po polsku – Z przepustką w Tatry Słowackie (Warszawa, 1956 r.) i W Tatry Słowackie (Warszawa, 1957 r.).
Vladimír Šimo zmarł w 1993 roku, jego ciało spoczęło na cmentarzu w Nowym Smokowcu.